# 손더스플라이쥐
손더스플라이쥐(학명: Otomys saundersiae)는 설치류의 일종이다. 남아프리카공화국에서만 발견된다. 자연 서식지는 아열대 또는 열대 기후 지역의 건조 관목 지대, 지중해성 관목 식생 지대, 고지대 초원이다.